# Djurgårdens IF Fotboll 1950/1951
Djurgårdens IF Fotboll, spelade 1950/1951 i Allsvenskan. Med ett hemmapubliksnitt på 18902blev Hans Jeppson lagets bäste målskytt med 17 mål och på andra plats kom Hilmer Petterson med 8 mål.